# 紀元前538年
紀元前538年（きげんぜん538ねん）は、西暦（ローマ暦）による年。紀元前1世紀の共和政ローマ末期以降の古代ローマにおいては、ローマ建国紀元216年として知られていた。紀年法として西暦（キリスト紀元）がヨーロッパで広く普及した中世時代初期以降、この年は紀元前538年と表記されるのが一般的となった。

## 他の紀年法
- 干支 : 癸亥
- 日本
  - 皇紀123年
  - 安寧天皇11年
- 中国
  - 周 - 景王7年
  - 魯 - 昭公4年
  - 斉 - 景公10年
  - 晋 - 平公20年
  - 秦 - 景公39年
  - 楚 - 霊王3年
  - 宋 - 平公38年
  - 衛 - 襄公6年
  - 陳 - 哀公31年
  - 蔡 - 霊侯5年
  - 曹 - 武公17年
  - 鄭 - 簡公28年
  - 燕 - 恵公7年
  - 呉 - 余祭10年
- 朝鮮
  - 檀紀1796年
- ベトナム :
- 仏滅紀元 : 7年
- ユダヤ暦 : 3223年 - 3224年

## できごと

### オリエント
- アケメネス朝ペルシアのキュロス2世が、捕囚されていたユダヤ人のエルサレム帰還を許可する。

### 中国
- 魯で大規模な雨雹の被害があった。
- 楚の霊王が許の悼公や鄭の簡公を引き留めて、江南で狩猟をおこなった。
- 楚の霊王が蔡・陳・鄭・許・徐・滕・頓・胡・沈・小邾の諸侯および宋の公子差と淮夷を参集させ、申で会合した。霊王は徐王を捕らえた。
- 楚は諸侯を率いて呉に侵攻し、朱方を攻め落とし、斉の慶封を捕らえて殺した。さらに頼に侵攻してこれを滅ぼした。
- 鄫が莒から離反して魯に帰属した。
- 鄭の子産が丘賦の制度を作って増税したため、国人に非難されたが、これを強行した。
- 呉が楚に侵攻し、棘・櫟・麻を攻撃して、朱方の戦いに報復した。

## 死去
- 叔孫豹 - 魯の重臣、叔孫穆子